# Lypotigris
Lypotigris és un gènere d'arnes de la família Crambidae.

## Taxonomia
- Lypotigris fusalis (Hampson, 1904)
- Lypotigris reginalis (Stoll in Cramer & Stoll, 1781)